# طوبولوجيا شبكة
طوبولوجيا الشبكة (بالإنجليزية: Network Topology)‏ هي الهيكلية التي يتم وفقها توصيل روابط وعقد الشبكة، سواء كان المقصود شبكة حاسوب أو شبكة بيولوجية (أحيائية). طبولوجيا شبكة الحاسوب قد تشير إلى الطبولوجية المادية (الفيزيائية) للشبكة أو إلى الطوبولوجيا المنطقية. الطوبولوجيا المادية تتحدث عن تصميم الشبكة من حيث الأجهزة والكوابل ومواضعهم، بينما الطوبولوجيا المنطقية تهتم بكيفية انتقال البيانات فعلياً في الشبكة بغض النظر عن الشكل المادي للشبكة.
الشبكات المحلية (LAN) هي إحدى الأمثلة عن الشبكات التي تعرض كلا النوعين من الطبولوجيا (فيزيائية، منطقية). حيث أن أي عقدة في الشبكة المحلية (LAN) توصل بوصلة أو أكثر بالعقد الأخرى في الشبكة، وتخطيط هذه الوصلات والعقد بأشكال هندسية يحدد الطبولوجيا الفيزيائية للشبكة، وبشكل مماثل فإن تخطيط تدفق المعلومات (نقل المعلومات) بين عقد الشبكة يحدد الطبولوجيا المنطقية للشبكة. وبشكل عام فإن الطبولوجيا الفيزيائية والمنطقية من الممكن أن تتماثلا أو لا تتماثلا في شبكة معينة.

## الأنواع الرئيسية لطبولوجيا الشبكات

الأنواع الرئيسية لطبولوجيا الشبكات

عند دراسة الأنواع الرئيسية لطبولوجيا الشبكات نميز خمسة أنواع رئيسية هي:
- خطي (BUS)
- نجمي (Star)
- حلقي (Ring)
- شجري (Tree)
- مشطي(mesh)

## الطبولوجيا الفيزيائية
مخطط عقد الشبكة والتوصيلات الفيزيائية بينها، مثلاً: تشكيلة الأسلاك وموقع العقد والوصلات بينهم ونظام الكبلات.
أصناف الطبولوجيا الفيزيائية:
- عقدة لعقدة (PointToPoint):

هي أبسط طبولوجيا للشبكات وهي وصلة دائمة بين نهايتي عقدتين.
طبولوجية عقدة لعقدة الموجهة (Switched point-to-point topologies) هي الشكل الأساسي للإرسال الهاتفي التقليدي.
وكون هذه الطوبولوجيا موجهة (Switched) يعني أنها تستخدم تكنولوجيا تحويل الدارة أو الحزم الموجهة.
دارة عقد لعقدة ممكن أن تنصب بشكل ديناميكي وأن تزال عند عدم الحاجة إليها.
- الخطية (Bus):

في الشبكات المحلية (LAN) التي تستخدم هذه الطبولوجيا تكون كل الأجهزة متصلة عبر كابل واحد بنوع ما من الوصلات. وهناك قطعة تسمى النهاية الطرفية يجب أن توضع في نهاية كل كبل في الشبكة الخطية لمنع الإشارة من الارتداد في الكابل.
عندما تصدر الإشارة من إحدى الحواسيب فإنها تذهب في كلا الاتجاهين إلى باقي الأجهزة المتصلة على الكابل التسلسلي حتى تجد العنوان الفيزيائي أو المنطقي للمستقبل المقصود، أما إذا لم يتوافق عنوان أي من أجهزة الشبكة مع عنوان المستقبل المطلوب فإنه يتم تجاهل البيانات المرسلة.
بما أن الشبكة تتألف من كبل وحيد فإن كلفتها منخفضة مقارنة بباقي الشبكات لكن بالمقابل فإن كلفة إدارتها مرتفعة نسبياً، بالإضافة إلى أنه عند تعطل أو انقطاع الكابل فإن هذا يؤدي إلى تعطل كامل الشبكة. ومن أشكال هذه البنية:
- التسلسلية الخطية (Linear Bus):

هو نوع طبولوجيا الشبكات التي توصل فيها كل عقد الشبكة إلى وسط إرسال مشترك الذي يملك فقط طرفين(تسمى غالباً بالعمود الفقري أو الجذع) كل البيانات التي تتبادلها عناصر الشبكة تمر عبره وممكن أن يتم استقبالها من كل العقد ظاهرياً بوقت واحد(متجاهلة تأخيرات التوليد).
- التسلسلية الموزعة (Distributed Bus):

هو نوع طبولوجيا الشبكات التي توصل فيها كل عقد الشبكة إلى وسط إرسال مشترك الذي يملك طرفين أو أكثر من طرف الذي ينشأ عن طريق إضافة فروع إلى الجزء الرئيسي وآلية العمل في هذه الشبكة مماثلة تماماً لآلية العمل في الشبكة التسلسلية الخطية(Linear Bus)حيث كل العقد تتشارك بوسط الإرسال المشترك.
- النجمية (Star):

في الشبكات المحلية (LAN) التي تستخدم هذه الطبولوجيا تكون كل الآلات موصولة إلى محور مركزي (hub). وعلى العكس من الطبولوجيا الخطية يمكن هنا لكل آلة أن تتصل مع المحور المركزي كعقدة لعقدة (Point to Point). كل الإشارات تمر عبر المحور المركزي الذي يعمل كمقوي أو مكرر للإشارة مما يسمح للإشارة بالوصول إلى مسافة أبعد. في هذه البنية هناك لكل جهاز حاسوب وصلة مباشرة إلى المحور المركزي (hub).
تعتبر الطبولوجيا النجمية من أسهل الطبولوجيات المستخدمة في التصميم والتنفيذ ومن أكثرها شيوعاً.
من مزايا هذه الطبولوجيا سهولة إضافة عقدة جديدة إلي الشبكة، ومن مساوئها أن تعطل المحور المركزي يؤدي إلى تعطل كل الشبكة. ومن أشكال هذه البنية:
- النجمية الموسعة (Extended star):

هو شكل من طبولوجيا الشبكات يكون فيه مكرر أو أكثر بين المحور المركزي والعقد أو الطرفيات الأخرى حيث يستخدم المكرر لزيادة مسافة الإرسال بين المحور المركزي والعقدة.
- النجمية الموزعة (Distributed star):

هو شكل طبولوجيا الشبكات الذي يعتمد على شبكات متصلة فيما بينها بطبولوجيا نجمية ومتصلة مع بعضها بطبولوجيا خطية.
- الحلقية (Ring):

في الشبكات التي تستخدم هذه الطبولوجيا يكون كل جهاز حاسوب موصول إلى حلقة مغلقة، ولكل آلة عنوان فريد لأغراض تعريفية. تمر الإشارة عبر كل الحواسيب الموصولة في نفس الاتجاه، وتستخدم هذه الشبكة أسلوب تمرير العلامة (Token) لتنظيم سماحية الإرسال في الشبكة، حيث فقط العقدة التي تملك العلامة (Token) هي التي يمكنها البث في الشبكة وتعمل باقي الحواسيب كمقويات أو مكررات للإشارة. من أشهر الأمثلة على الشبكات التي تستخدم هذه الطوبولوجية شبكات التوكن رنج (Token ring).
من مساوئ هذه الشبكة أن تعطل عقدة واحدة في الشبكة يؤدي إلى تعطل كل الشبكة.
- الشجرية (Tree):

في هذه الشبكات يكون هناك جذر مركزي (المستوى الأول) ويكون متصل بعقدة أو أكثر بمستوى أدنى منه (المستوى الثاني) وتكون الوصلات بينهم عقدة لعقدة وكذلك هذه النقاط التي اتصلت بالجذر سوف تتصل من جهة أخرى بنقطة أو أكثر من مستوى أدنى بوصلة عقدة لعقدة (Point To Point). لكل عقدة من العقد هناك عدد محدد وثابت من العقد التي تتصل بها من المستوى الأدنى، هذا العدد يسمى معامل التفريع (Branching factor).
-ملاحظات:
الشبكات ذات الطبولوجيا الشجرية يجب أن تكون بثلاث مستويات على الأقل، إذ لو كانت مكونة من جذر ومستوى واحد لاعتبرت طبولوجيا نجمية. كما أن الشبكة ذات الطبولوجيا الشجرية التي معامل التفريع فيها يساوي 1 تؤول إلى شبكة ذات طبولوجيا خطية(Linear).
- الهجينة (Hybrid):

تنتج عندما يتم استخدام أكثر من هيكلية واحدة في الشبكة( مثل الربط بين هيكلية النجمة وهيكلية الحلقة في شبكة واحدة).

## الطبولوجيا المنطقية
عكس الطبولوجيا الفيزيائية فالطبولوجيا المنطقية هي الطريقة التي تتصرف فيها الإشارة بين عقد الشبكة، أو هي الطريقة التي تنتقل فيها البيانات من جهاز لآخر في الشبكة بغض النظر عن طريقة الوصل الفيزيائية.
ليس بالضرورة أن تتماثل الطبولوجيا المنطقية مع الطبولوجيا الفيزيائية، مثلاً:
- في شبكات إيثرنت التي تستخدم الأسلاك المجدولة twisted pair Ethernet فهي تتبع طبولوجيا خطية منطقية بمظهر طبولوجيا خطية فيزيائية.
- في شبكات التوكن رنج IBM's Token Ring فهي تتبع طبولوجبا منطقية حلقية بمظهر طبولوجيا فيزيائية نجمية.
ملاحظة: طبولوجيا الإشارة تختلف عن الطبولوجيا المنطقية حيث تعبر الطبولوجيا المنطقية تعبر عن شكل المسار التي تأخذها البيانات بين عقد الشبكة، بينما تعبر عن المسار الحقيقي للإشارات (ضوئي، إلكتروني) عندما تعبر بين العقد.